# La Javilla
La Javilla är en ort i Mexiko.   Den ligger i kommunen Jamapa och delstaten Veracruz, i den sydöstra delen av landet, 300 km öster om huvudstaden Mexico City. La Javilla ligger 21 meter över havet och antalet invånare är 710.
Terrängen runt La Javilla är platt. Runt La Javilla är det ganska glesbefolkat, med 39 invånare per kvadratkilometer. Närmaste större samhälle är Veracruz, 19,5 km nordost om La Javilla. Omgivningarna runt La Javilla är en mosaik av jordbruksmark och naturlig växtlighet.